# George Ripley
George Ripley (ca. 1415 – 1490) was een 15e-eeuws Engels alchemist, wiens faam in zijn tijd slechts werd overtroffen door Roger Bacon.

De Yale University versie van het 'alchemy scroll manuscript' van George Ripley. Dit is een van de 21 overblijvende "Ripley scrolls". (1570)

Ripley studeerde twintig jaar in Italië en werd de vertrouweling van paus Innocentius VIII. In 1477/1478 keerde hij terug naar Engeland en schreef er "The Compound of Alchymy; or, the Twelve Gates leading to the Discovery of the Philosopher's Stone", dat hij opdroeg aan koning Eduard VI.  Zijn 25-delig werk over alchemie, waarvan de Liber Duodecem Portarum het belangrijkste was, zou een van de bekendste bijdragen aan de alchemie worden. 
Vanwege zijn rijkdom circuleerden er al gauw geruchten dat hij erin zou geslaagd zijn om gewoon metaal in goud te veranderen. Zo beschrijft Fuller in zijn "Worthies of England" een gereputeerd Engels gentleman die op Malta een document had gezien waarin stond dat Ripley aan de Ridders van Malta en Rhodos jaarlijks een som van honderdduizend pond schonk om hen in hun oorlog tegen de Turken te steunen. 
Ripley had een allegorische aanpak van de alchemie. In zijn 'Compound' beschrijft hij in verzen de 12 stadia of 'poorten' (gates) van het alchemistisch proces. De Compound of Alchymy werd op grote schaal verspreid in manuscriptvorm vooraleer het voor het eerst gedrukt werd in Londen. Ook Elias Ashmole zou de Compound opnemen in zijn Theatrum Chemicum Britannicum (1652) . 
Ripley was ook een tijd kanunnik van Bridlington. Zijn laatste jaren bracht hij door als kluizenaar in de buurt van Boston in Yorkshire. 

## Belangrijkste werken
- George Ripley, Cantilena Riplaei
- George Ripley, Opera omnia chemica. Kassel, 1649.
- George Ripley, Liber duodecim portarum, ook opgenomen in J J Mangetus, Bibliotheca Chemica Curiosa (Genève 1702), Vol. II, pp 275–285.
- AEyrenaeus Philalethus, Ripley Reviv'd; or, An Exposition upon Sir George Ripley's Hermetico-Poetical Works (Londen 1678).

## De 'Ripley Scrowle'
De Ripley scroll is een van de mooiste en belangrijkste alchemistische manuscripten. Het Engelse werk uit ca. 1475 dateert van vóór de Splendor Solis illustraties en beeldt allegorische taferelen uit. Eenentwintig exemplaren zijn ons overgeleverd, waarvan het eerste zich in Oxford bevindt. Een kopie, gemaakt in 1624, werd in december 2000 bij Sotheby's voor £ 206.000 (ongeveer € 230.000) verkocht. 
Het is nog niet overtuigend aangetoond dat zij het werk van George Ripley zijn, maar zijn naam is altijd in verband gebracht met deze scrolls.
- Londen, British Museum, MS Add. 5025, Vier rollen getekend in Lübeck, 1588.
- Nog een versie van de  of Ripley Scrowle door James Standysh, 16e eeuw, B.M. Londen Add. MS 32621.